# S. Theodore Baskaran
Sundararaj Theodore Baskaran (tamoul : சுந்தரராஜ் தியடோர் பாஸ்கரன்) est un historien du cinéma et un protecteur des espèces indien, né en 1940 à Dharapuram (en) au Tamil Nadu.